# Marty Grosz

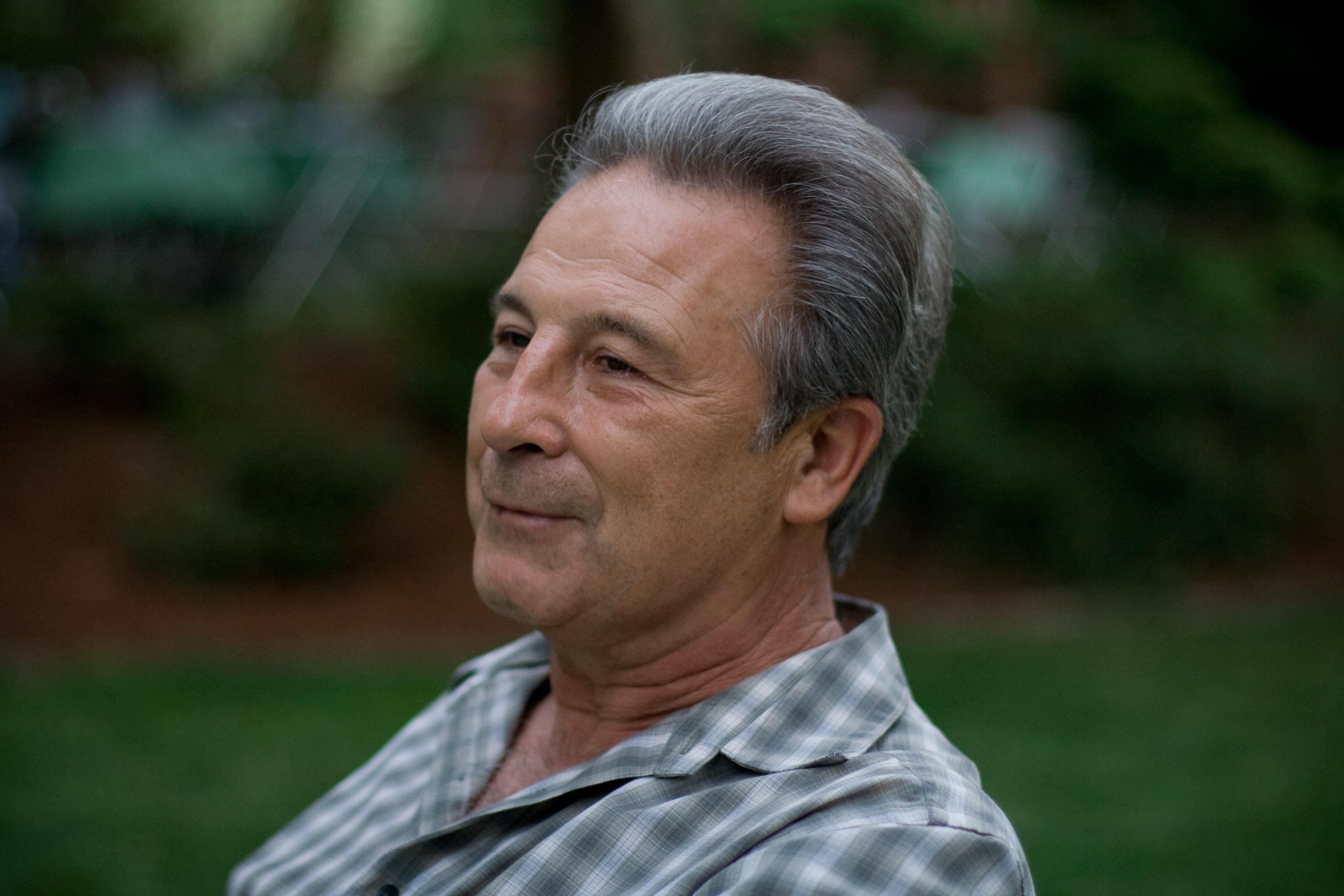
Marty Grosz

Martin Oliver Grosz (Berlijn, 28 februari 1930) is een Amerikaanse jazzzanger, -gitarist en banjospeler van de traditionele en de mainstream jazz.

## Biografie
Grosz, die uit een muzikaal gezin komt en opgroeide in New York (zijn vader is de schilder George Grosz, zijn broer is de natuurkundige en luchtvaarthistoricus Peter Michael Grosz) werkte aanvankelijk als ritmegitarist. In 1950/1951 nam hij op met Dick Wellstood, John Dengler en Pops Foster. Vanaf 1954 woonde hij twintig jaar in Chicago, waar hij samenwerkte met Albert Ammons, Floyd O'Brien, Art Hodes en Jim Lannigan. In 1975 keerde hij terug naar New York, waar hij werkte met zijn eigen bands en de Soprano Summit van Bob Wilber en Kenny Davern, waarvoor hij ook een aantal arrangementen schreef. Hij was ook betrokken bij projecten met Yank Lawson en Bob Haggart en speelde met Dick Hymans' New York Jazz Repertory Orchestra. In 1986 werd hij lid van het Classic Jazz Quartet, waartoe ook Dick Wellstood, Joe Muranyi en Dick Sudhalter behoorden en waarvoor hij ook arrangeerde. Hij werkte ook samen met Keith Ingham en zette met succes een solocarrière voort, nadat het kwartet uit elkaar ging. Hij speelde ook concerten met Joe Pass, Herb Ellis en Charlie Byrd. Grosz werkt ook als jazzjournalist.

## Discografie

### Als leader
- 1957: Hooray for Bix! (Riverside Records)
- 1964: The End of Innocence met Ephie Resnick (Silver Crest)
- 1977: Let Your Fingers Do the Walking met Wayne Wright (Aviva)
- 1978: Take Me to the Land of Jazz met Dick Wellstood (Aviva)
- 1979: Goody Goody met Wayne Wright (Aviva)
- 1982: I Hope Gabriel Likes My Music (Aviva)
- 1985: The Classic Jazz Quartet (Jazzology Records)
- 1986: MCMLXXXVI met het Classic Jazz Quartet (Stomp Off)
- 1987: Marty Grosz and the Keepers of the Flame (and the Imps) (Stomp Off)
- 1987: Sings of Love and Other Matters (Statiras Records)
- 1988: Swing It! (Jazzology)
- 1989: Extra (Jazzology)
- 1991: Laughing at Life (Stomp Off)
- 1991: Unsaturated Fats met Keith Ingham (Stomp Off)
- 1992: Donaldson Redux met Keith Ingham (Stomp Off)
- 1993: Songs I Learned at My Mothers Knee and Other Low Joints (Jazzology)
- 1995: Ring Dem Bells (Nagel-Heyer Records)
- 1995: Just Imagine met Keith Ingham (Stomp Off)
- 1997: Thanks (Jazzology)
- 1997: Just for Fun! (Nagel Heyer)
- 1997: Going Hollywood met Keith Ingham (Stomp Off)
- 1997: Rhythm for Sale (Jazzology)
- 1999: At Bob Barnard's Jazz Party 1999 (Nif Nuf)
- 2000: Left to His Own Devices (Jazzology)
- 2003: Rhythm Is Our Business (Sackville Records)
- 2003: Stringin' the Blues: A Tribute to Eddie Lang met Bucky Pizzarelli, Frank Vignola, Howard Alden, Al Viola (Jazzology)
- 2005: Chasin' the Spots (Jump)
- 2006: Acoustic Heat met Mike Peters (Sackville)
- 2006: Marty Grosz and His Hot Combination (Arbors Records)
- 2011: The James P. Johnson Songbook (Arbors)
- 2014: Keep a Song in Your Soul (Jazzology)

### Als sideman of gast
Met Randy Sandke and the New York All Stars
- 1992: Stampede (Jazzology)
- 1993: Play Jazz Favorites (Nagel-Heyer)
- 1993: The Bix Beiderbecke Era (Nagel-Heyer)
- 2002: Randy Sandke Meets Bix Beiderbecke (Nagel-Heyer)

met Soprano Summit
- 1976: Soprano Summit in Concert (Concord Jazz)
- 1976: Chalumeau Blue (Chiaroscuro)
- 1976: Soprano Summit Live at the Big Horn Jazzfest (Jazzology)
- 1977: Crazy Rhythm (Chiaroscuro)
- 1978: Live at Concord '77 (Concord Jazz)
- 1994: Soprano Summit (Chiaroscuro)
- 1996: Recorded Live at Illiana Jazz Club, November 7, 1978 (Storyville)
- 2008: 1975...and More! (Arbors)

Met anderen
- 1959: Don Ewell, Yellow Dog Blues (Audiophile)
- 1961: Art Hodes, Cat on the Keys (Concert-Disc)
- 1978: Dick Hyman, Bob Wilber, Music of Jelly Roll Morton for Solo Piano, Trio, Quartet & Septet (Smithsonian)
- 1979: Max Morath, Dick Sudhalter, In Jazz Country (Vanguard)
- 1984: Jabbo Smith, Hidden Treasure Vol 1 (Jazz Art)
- 1984: Maxine Sullivan, Great Songs from the Cotton Club (Mobile Fidelity)
- 1984: Jabbo Smith, Hidden Treasure Vol 2 (Jazz Art)
- 1986: Art Hodes, Some Legendary Art (Audiophile)
- 1987: Maxine Sullivan, Keith Ingham, Together (Atlantic)
- 1988: Bob Haggart & Yank Lawson, World's Greatest Jazzband of Bob Haggart & Yank Lawson (Timeless)
- 1988: Peter Ecklund, Peter Ecklund and the Melody Makers (Stomp Off)
- 1990: Dick Sudhalter, Connie Jones, Get Out and Get Under the Moon (Stomp Off)
- 1991: Ed Polcer, Coast to Coast Swingin' Jazz (Jazzology)
- 1993: Barbara Lea, Ed Polcer, at the Atlanta Jazz Party (Jazzology)
- 1993: Jim Cullum jr., New Year's All Star Jam (Pacific Vista)
- 1996: Peter Ecklund, Strings Attached (Arbors)
- 1996: Wild Bill Davison, Exactly Like You (Nagel-Heyer)
- 1998: Bob Greene, World of Jelly Roll Morton (G.H.B.)
- 2003: Jim Kweskin, (Jump, for Joy (Universe)
- 2004: Jeff Healey, Adventures in Jazzland (Healey Ophonic)
- 2004: Terra Hazelton, Anybody's Baby (HealeyOphonic)
- 2006: Ruby Braff, Bobby Hackett, Ralph Sutton, Recovered Treasures (Jump)